# Супутники Марса

Орбіти Фобоса і Деймоса

Супутники Марса — два природні супутники — Фобос і Деймос, що обертаються навколо Марса.
Обидва супутники обертаються навколо своїх осей з тим же періодом, що й навколо Марса, тому завжди обернені до планети тим самим боком. Припливна дія Марса поступово сповільнює рух Фобоса, що врешті-решт призведе до падіння супутника на Марс, або його руйнування по досягненні межі Роша. Деймос, навпаки, повільно віддаляється від Марса.

## Історія
Після того, як Галілео Галілей у 1610 році відкрив чотири супутники Юпітера, астрономи вважали, що в кожної наступної планети кількість супутників зростає вдвічі. Оскільки у Землі був відомий один супутник — Місяць, а в Юпітера — чотири, вважалося, що в Марса повинно бути два супутники. Дивним чином ця безпідставна з погляду науки гіпотеза справдилася.
Першим передбачив, що Марс має супутники, Йоганн Кеплер у 1610 році. У спробах розшифрувати анаграму Галілея про кільця Сатурна («Найвищу планету потрійною спостерігаю») Кеплер вирішив, що Галілей виявив супутники Марса.
У 1643 році монах-капуцин Антон Марія Ширл стверджував, що бачив «марсіанські місяці».
У 1727 році Джонатан Свіфт у «Мандрах Гуллівера» описав два маленьких супутники Марса, які були відомі астрономам острова Лапута. Вони оберталися навколо Марса за 10 і 21,5 години. Про ці ж супутники в 1750 році згадав Вольтер у романі «Мікромегас».
10 липня 1744 року німецький капітан Кіндерман повідомив, що обчислив орбітальний період марсіанського супутника, котрий дорівнював 59 годинам 50 хвилинам і 6 секундам.
У 1877 році американський астроном Асаф Голл, працюючи в військово-морській обсерваторії США з найбільшим у світі 26-дюймовим рефрактором Кларка, нарешті виявив Фобос і Деймос — два маленьких супутники Марса. Їх орбітальні періоди виявились близькими до періодів, які передбачав Свіфт за 150 років до того. Їх названо на честь давньогрецьких міфологічних богів, супутників Марса та війни — Фобоса (Страх) та Деймоса (Жах).